# Milà-Sanremo 2014
La Milà-Sanremo 2014, 105a edició de la Milà-Sanremo, es disputà el diumenge 23 de març de 2014 sobre un recorregut de 294 km i una pluja contínua durant bona part d'aquesta. El vencedor de la cursa fou el noruec, Alexander Kristoff (Team Katusha), que s'imposà a l'esprint a Fabian Cancellara (Trek Factory Racing) i Ben Swift (Team Sky), segon i tercer respectivament. Era la quarta prova de l'UCI World Tour 2014.

## Recorregut
Inicialment, l'organització va decidir variar el recorregut que es venia fent els darrers anys, amb la incorporació d'una nova ascensió, l'alt de Pompeiana (5 km al 5% amb trams al 14%), situat entre la Cipressa i e Poggio per tal d'endurir el recorregut final de la cursa i allargar-lo fins als 299 km.
Aquesta nova ascensió no és ben acollida entre alguns dels esprintadors, però sí en ciclistes més avesats a superar la muntanya.
Finalment la Pompeiana ne es puja pel mal estat de la carretera degut a les fortes pluges caigudes a la zona durant l'hivern i a què no es pot garantir la seguretat dels espectadors al cent per cent, com tampoc es puja La Manie.
Així el traçat final de la cursa tindrà la sortida habitual a Milà, per al cap de 138,4 km arribar al cim del Pas del Turchino, sitaut a 160,6 km de meta. A partir d'aquest punt segueixen diversos Capo tot seguint la costa: el Capo Mele, el Capo Cervo, el Capo Berta i la Cipressa, tots situats a manca d'entre 62,3 i 32,1 km i abans del Poggio que es corona a manca de 5 km per a l'arribada, per totalitzar un recorregut de 294 km, i molt similar al del 2007, que va guanyar Óscar Freire.

## Equips participants
En la cursa hi prendran part 25 equips, el nombre màxim permès, per un total de 200 corredors. A la presència obligatòria dels 18 equips UCI ProTeam, s'hi afegiran set equips convidats de categoria professional continental, que varen ser comunicats els 16 de gener de 2014 per l'RCS Sport.
| Núm.    | Codi | Equip                     |
| ------- | ---- | ------------------------- |
| 1-8     | MTN  | MTN Qhubeka               |
| 11-18   | ALM  | AG2R La Mondiale          |
| 21-28   | AND  | GW Erco Shimano           |
| 31-38   | AST  | Astana Qazaqstan Team     |
| 41-48   | BAR  | Bardiani Valvole-CSF Inox |
| 51-58   | BEL  | Belkin Pro Cycling Team   |
| 61-68   | BMC  | BMC Racing Team           |
| 71-78   | CAN  | Cannondale                |
| 81-88   | FDJ  | FDJ                       |
| 91-98   | GRS  | Garmin-Sharp              |
| 101-108 | IAM  | IAM Cycling               |
| 111-118 | LAM  | Lampre-Merida             |
| 121-128 | LTB  | Lotto-Belisol             |

| Núm.    | Codi | Equip                           |
| ------- | ---- | ------------------------------- |
| 131-138 | MOV  | Movistar Team                   |
| 141-148 | OPQ  | Omega Pharma-Quick Step         |
| 151-158 | OGE  | Orica-GreenEDGE                 |
| 161-168 | EUC  | Team Europcar                   |
| 171-178 | GIA  | Giant-Shimano                   |
| 181-188 | KAT  | Team Katusha                    |
| 191-198 | TNE  | NetApp-Endura                   |
| 201-208 | SKY  | Team Sky                        |
| 211-218 | TCS  | Team Tinkoff-Saxo               |
| 221-228 | TFR  | Trek Factory Racing             |
| 231-238 | UHC  | UnitedHealthcare Pro Cycling T. |
| 241-248 | YEL  | Neri Sottoli-Yellow Fluo        |

## Favorits
Amb el canvi de recorregut previst inicialment els esprintadors tornen a ser els grans favorits a la victòria final. Això fa que alguns ciclistes, com Valverde (Movistar Team) decideixi no prendre-hi part. Els principals favorits a la victòria finals són Peter Sagan (Cannondale), Mark Cavendish (Omega Pharma-Quick Step), John Degenkolb (Giant-Shimano), Gerald Ciolek (MTN Qhubeka), vigent vencedor, Fabian Cancellara (Trek Factory Racing), Philippe Gilbert (BMC Racing Team) o Andre Greipel (Lotto-Belisol), entre d'altres.

## Desenvolupament de la cursa
El dia es va aixecar plujós i fred, tot i que no tant com el 2013 en què la neu va obligar a neutralitzar alguns trams de la cursa. En la neutralització pels carrers de Milà José Joaquín Rojas (Movistar Team) va partir una caiguda que l'obligà a abandonar. Només donar-se la sortida oficial es formà una escapada formada per set ciclistes: Matteo Bono (Lampre-Merida), Nathan Haas (Garmin-Sharp), Nicola Boem (Bardiani CSF), Antonio Parrinello (GW Erco Shimano), Maarten Tjallingii (Belkin Pro Cycling Team), Jan Barta (NetApp-Endura) i Marc de Maar (UnitedHealthcare). Ràpidament obriren pas, i als 45 km ja disposaven de 10' sobre el gran grup, que circulava a un fort ritme. Al pas pel Turchino els ciclistes es van veure afectats per una calamarsada. Després del segon punt d'avituallament sols cinc ciclistes quedaren al capdavant, després que Boem i Haas perdessin contacte. En començar l'ascensió al primer dels capos, el de Mele la diferència s'havia reduït als sis minuts a menys de tres al pas pel de Berta. També s'havien reduït els escapats, quedant només Tjallingii, Barta i De Maar. Les diferències s'anaren reduint a marxes forçades i en l'ascensió a la Cipressa el fort ritme imposat pels homes del Cannondale en benefici de Peter Sagan, per tal de castigar els principals rivals, van fer que l'escapada quedés a tocar. Durant l'ascensió Vincenzo Nibali (Astana Qazaqstan Team) va saltar del gran grup i va marxar escapat durant uns 25 km, tot superant els escapats en el descens. Nibali fou neutralitzat en l'ascensió final al Poggio. Fabian Cancellara, Gregory Rast i Enrico Battaglin ho intentaren, sense sort, durant l'ascensió i Lars Petter Nordhaug i Greg Van Avermaet en el descens, però finalment arribà un grupet de 27 ciclistes que es disputaren la victòria a l'esprint. Philippe Gilbert (BMC Racing Team) fou el primer a llançar l'esprint, seguit per Mark Cavendish (Omega Pharma-Quick Step), però pel darrere va aparèixer com un coet el noruec Alexander Kristoff (Team Katusha), que s'imposà clarament a Cancellara i Ben Swift (Team Sky), segon i tercer respectivament.

## Classificació final
|    | Ciclista                 | Equip                   | Temps      | Punts UCI |
| -- | ------------------------ | ----------------------- | ---------- | --------- |
| 1  | Alexander Kristoff (NOR) | Team Katusha            | 6h 55' 56" | 100       |
| 2  | Fabian Cancellara (SUI)  | Trek Factory Racing     | m. t.      | 80        |
| 3  | Ben Swift (GBR)          | Team Sky                | m. t.      | 70        |
| 4  | Juan José Lobato (ESP)   | Movistar Team           | m. t.      | 60        |
| 5  | Mark Cavendish (GBR)     | Omega Pharma-Quick Step | m. t.      | 50        |
| 6  | Sonny Colbrelli (ITA)    | Bardiani CSF            | m. t.      | -         |
| 7  | Zdeněk Štybar (CZE)      | Omega Pharma-Quick Step | m. t.      | 30        |
| 8  | Sacha Modolo (ITA)       | Lampre-Merida           | m. t.      | 20        |
| 9  | Gerald Ciolek (GER)      | MTN Qhubeka             | m. t.      | -         |
| 10 | Peter Sagan (SVK)        | Cannondale              | m. t.      | 4         |